# Bessie Anstice Baker
Pour les articles homonymes, voir Baker.
Bessie Anstice Baker (24 septembre 1849-16 octobre 1914) est une
écrivaine, philanthrope et réformatrice sociale australienne. 
Née dans une famille anglicane, elle se convertit au catholicisme et écrit un livre sur son parcours religieux, intitulé A Modern Pilgrim's Progress. Ce livre est largement lu dans les milieux catholiques et est traduit en français. Elle reçoit la médaille Pro Ecclesia et Pontifice, du pape Pie X, en 1902, devenant ainsi la première femme australienne à être honorée de cette médaille.
Bessie Anstice Baker soutient activement des causes caritatives, tant en Australie qu'en Angleterre. Avec sa mère, Isabelle Baker, elle créé le premier hôpital catholique à Adélaïde, en Australie-Méridionale. Militante des droits des femmes, elle participe au mouvement pour le suffrage en Australie et en Angleterre et est membre de la Catholic Women's League (en). Elle organise également un ministère d'église mobile en Angleterre et au Pays de Galles, connu sous le nom de motor church, pour répondre aux besoins des catholiques et des non-catholiques dans les zones rurales. 